# 마크 워버턴
마크 워버턴(영어: Mark Warburton, 1962년 9월 6일, ~ )는 잉글랜드의 전 축구 선수이자 2013년 브렌트퍼드 FC의 사령탑을 맡아 풋볼 리그 1에서 준우승을 하여 팀을 풋볼 리그 챔피언쉽에 승격시키는데 성공한다.